# Dr. Batthyány-Strattmann László Múzeum
A Dr. Batthyány-Strattmann László Múzeum a körmendi Batthyány-kastélyban működő helytörténeti és néprajzi gyűjtemény.

## Története
A körmendi kastélyban őrzött Batthyány-levéltár,  fegyvergyűjtemény és  könyvtár országos hírű volt. A második világháború után a római katolikus iskola nevelőinek és tanulóinak Kőszegi János vezetésével sikerült a széthordott-széthullott levelek nagy részét megmenteni, s eljuttatni a Magyar Országos Levéltárnak. Az ezt követő időben a múzeumba került Batthyány-levéltári történeti dokumentációgyűjtemény 2000 darabot számlál. Az egykori fegyvergyűjteményből 650 darab a Magyar Nemzeti Múzeumba került, s mintegy féltucatnyi maradt csak Körmenden, ami ma a múzeum gyűjteményét gyarapítja. A múzeum jelentős, elsősorban az Őrségből származó néprajzi gyűjteménnyel bír, melynek alapja a Szikszay Edit és Komjáthy Kálmán által gyűjtött anyag.

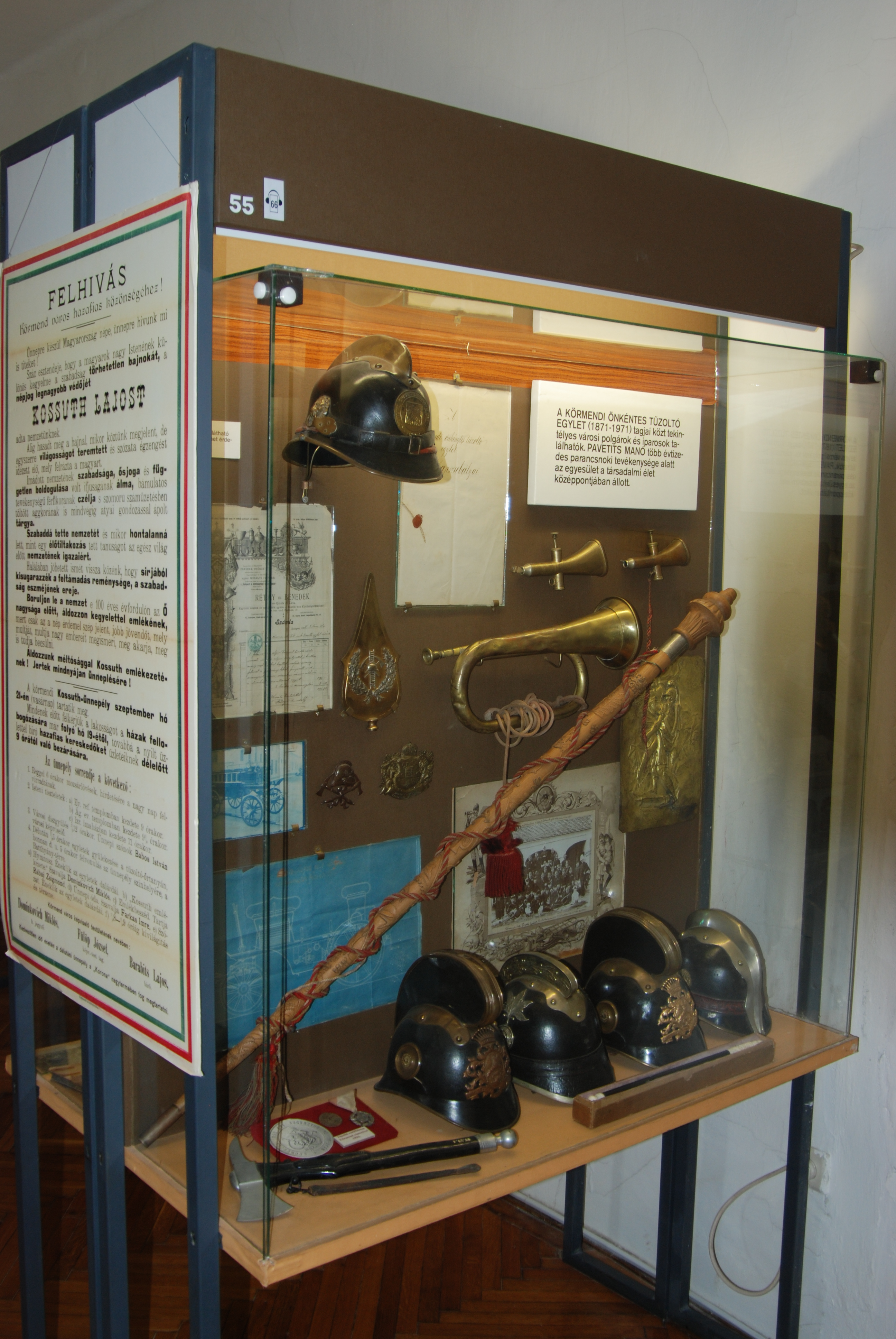
Kiállításrészlet

Dévényi Ferenc körmendi iskolaigazgató Madáchy Károllyal együtt 1953-ban kezdte meg a helytörténeti, céhtörténeti, néprajzi vonatkozású muzeális értékek gyűjtését. Az eleinte a Petőfi téri iskola szekrényeiben elhelyezett tárgyak mennyisége gyorsan növekedett, különösen amikor Csaba József, csákánydoroszlói ornitológus és néprajzi gyűjtő felajánlotta az 1930-as évek óta gyűjtött régészeti, néprajzi és helytörténeti anyagát.
A Művelődési Minisztérium Múzeumi Főosztályától az 1960-as évek közepén adta ki a működési engedélyt a Rába Helyismereti Gyűjteménynek, egyúttal a megyei múzeumi szervezet tagjává emelte. 1964-től 2012-ig a Savaria Múzeum szakmai irányítása és anyagi támogatása mellett működött az intézmény. 1980-ban múzeumi rangra emelkedett, és 1700 darabot számláló gyűjteményeivel együtt a Batthyány-kastélyba került, amelynek három termében állandó kiállítást rendeztek be, emellett pedig irodákat és raktárakat alakítottak ki az épületben. Ekkor vette át Nagy Zoltán etnográfus a Rába Helytörténeti Múzeum irányítását, és 2008-ig vezette az intézményt. A múzeum 2004-ben felvette Batthyány-Strattmann László nevét. Az új működési engedély szerint gyűjtőköre és kutatási területe a város történetén kívül a Batthyány család uradalmainak gazdaság- és családtörténete. A múzeum 2013-ban Körmend város önkormányzatának fenntartásába került, s a Körmendi Kulturális Központ, Múzeum és Könyvtár intézményegységeként két szakiránnyal (történet, néprajz) területi múzeumként működik. Műtárgyainak száma meghaladja a 15 ezret, melynek több mint fele a helyi nagy múltú kézművesség szerszámanyaga.

## Kiállításai

### A Batthyányak nemzetsége
„A Batthyányak nemzetsége” című állandó kiállítás a kastély reprezentatív terében, a díszteremben látható. A Batthyány család számos nagyságot adott az országnak: Batthyány I. Ádám dunántúli főkapitányt, Batthyány Lajos Ernő nádort, a hercegi címet megszerző Batthyány Károly József tábornagyot, Batthyány Fülöp mecénást, Batthyány Lajos első felelős miniszterelnököt, valamint a boldoggá avatott szemorvost, Batthyány-Strattmann Lászlót.  Az interaktív elemekkel gazdagon illusztrált kiállítási egységek között tanulmányozható a Batthyány család története a 12. századtól napjainkig, a kiemelkedő személyiségeket öltöztetett szobruk mellett a hozzájuk köthető tárgyak és dokumentumok személyesítik meg.

### Nemzedékek öröksége
A „Nemzedékek öröksége” című kiállításon Körmend és vidéke természetrajzát, régészeti leleteit, céhtörténeti értékeit, és a 19–20. század fordulójának polgári kulturális emlékeit láthatja az érdeklődő közönség. A gyűjtemény néhány kiváltképpen érdekes darabja: a mészároscéh 1726-os évszámú ónkannája, az ács-, cserepes- és kőművescéh 1826-os céhlevele, kékfestő nyomódúcok, 1888-ban készült, működő toronyóra-szerkezet, 19. századi velocipédek, Molnár Lajos madárgyűjteménye.

### Cipőtörténeti Gyűjtemény
A Cipőtörténeti Gyűjtemény a lábbelikészítés történetét mutatja be. A kiállítás 120 darab, az ipari cipőgyártás kezdetei előtt készített cipőn, papucson, csizmán kívül 67 darab gyári technológiával készült lábbelit is bemutat egy hagyományos suszterműhellyel együtt. A gyűjtemény kiemelkedő darabjai: Erzsébet királyné és Jászai Mari cipői, de egzotikus lábbeliket is bemutatunk, mint például a kínai, nyomorított lábra való cipő, papírtalpú japán papucs, észak-amerikai mokaszin, vagy a gyöngyházberakásos magas talpú perzsa papucs.

### Hunyd le szemedet és láss! – Tapintható tárlat
Külön teremben a vakok és gyengénlátók múzeumi esélyegyenlőségének megteremtése érdekében tapintható tárlatot hoztunk létre, mely a Batthyány családhoz kapcsolódó műtárgyak másolatait, rekonstrukcióit sorakoztatja fel. A kiállításban elhelyezett valamennyi tárgy megérinthető, anyaga, plasztikája érzékelhető. Ez a kiállításrész speciálisan úgy készült, hogy a látók mellett a látássérültek érdeklődését is kielégítsük. A tárlat érdekességei: felpróbálható barokk paróka, aranygyapjas rendi jelvény a hozzá tartozó díszes lánccal, a körmendi kincslelet táljairól készült másolatok, Batthyány I. Ádám díszbuzogányának rekonstrukciója.

## Gyűjteményei
A múzeum gyűjtőköre kiterjed a történeti, néprajzi, ipar-technikatörténeti anyagra, emellett természettudományi, régészeti, numizmatikai és képzőművészeti emlékeket is őriz. Gyűjtőterülete: Körmend város közigazgatási területe, ez egykori Batthyány-uradalmak területe, és a történeti Őrség egykori 18 települése. A múzeum egyedi leltározott műtárgyai 10 251 db-ot számlálnak, s az intézményben 5301 eredeti forrásértékű dokumentum mellett 1843 db archív fotót őriznek.

### Történeti gyűjtemény
A történeti gyűjteményt 801 db műtárgy, 4652 db eredeti, forrásértékű dokumentum és 1759 db archív fénykép alkotja. A gyűjtemény kiemelkedő műtárgyai: két velocipéd (19. század vége), a körmendi mészáros céh ónkannája (1723), a körmendi molnár céh gyertyatartói (1823), a körmendi bognár céh korsója (1829), aranyozott lószerszámok a Batthyány-fegyvertárból (17. század), mozsárárgyú modell (17. század) a Batthyány-fegyvertárból, Batthyány I. Ádám bronz ágyúja (1647), Batthyány-címeres pénzverőtövek (18. század), Körmend pecsétnyomója (1849), két alabárd (17. század), festett asztalka a Nicky-család címerével, Batthyány-Strattmann hercegné zászlószalagja (1925), a körmendi vasparipa egylet zászlaja (1889). Az eredeti, forrásértékű dokumentumok legjelentősebb darabjai: Andreas Leithner axonometrikus rajza Körmend főteréről (1853), Kossuth Lajos iratai (1850), Batthyány családfatöredék (1743), Batthyány I. Ferenc végrendelete (1559), Musztafa bég Batthyány I. Ádámhoz írt levele (1637), dr. Batthyány-Strattmann László végrendelete (1916).
A múzeum archív fotói közül kiemelkednek a kastélyt az 1930-as években megörökítő üvegnegatívok, Turcsányi Andor evangélikus lelkész fényképei a 19. század 2. feléből, valamint Kőszegi János hadimúzeumából származó 1. világháborús felvételek.

### Néprajzi gyűjtemény
A néprajzi gyűjtemény 3098 darab műtárgyat, 17 archív fotót tartalmaz. A múzeum néprajzi anyagának alapja Szikszay Edit 700 darabos őriszentpéteri gyűjteménye és Komjáthy Kálmán 1500 darabot számláló őrségi és Körmend környéki gyűjtése. Kiemelkedő darabjai a tipológiai sort alkotó fokosok, vésett évszámmal ellátott fatányérok, veleméri régi népi kerámia, szerelmi ajándékként készült mángorlók és a lenfeldolgozás eszközei. A gyűjteményben megtalálható számos népi kerámia, a földművelés és állattartás szerszámai, a háztartással kapcsolatos eszközök, népi bútorok és a paraszti ipar feldolgozóeszközei.

### Ipar- és technikatörténeti gyűjtemény
A gyűjteményt 4649 műtárgy, 609 eredeti, forrásértékű dokumentum és 67 archív fénykép alkotja. A tárgyi anyag 35 kézműves mesterség között oszlik meg. A gyűjtemény legjelentősebb műhelyei: Kluge kékfestő, Komjáthy szobafestő, Gállos kefekötő, Profeld cukorkaöntő, Raposa bognár, Sándor Ferenc toronyórakészítő, Blickle fa- és csontesztergályos, Pőcze könyvkötő, Tóth mézesbábos és cukorkaöntő, Dáme kötélverő, Németh József szíjgyártó, Bertalan kovács, Tóth Kálmán fotós, Csácsics és Nagy szabó.